# Marta Benzoni
Marta Benzoni (Rovetta, 22 novembre 1990) è un'ex sciatrice alpina italiana.

## Biografia
Attiva in gare FIS dal dicembre del 2005, la Benzoni ha esordito in Coppa Europa il 16 gennaio 2008 a Caspoggio in discesa libera (61ª). In Coppa del Mondo ha disputato sette gare, tutte slalom speciali (la prima il 7 marzo 2009 a Ofterschwang, l'ultima il 2 febbraio 2014 a Kranjska Gora), senza mai completare alcuna prova.
Si è ritirata al termine della stagione 2014-2015 e la sua ultima gara è stata uno slalom speciale FIS disputato il 20 marzo a Santa Cristina Valgardena, chiuso dalla Benzoni al 6º posto; in carriera non ha preso parte a rassegne olimpiche o iridate.

## Palmarès

### Coppa Europa
- Miglior piazzamento in classifica generale: 52ª nel 2011

### South American Cup
- Miglior piazzamento in classifica generale: 17ª nel 2012
- 1 podio:
  - 1 terzo posto

### Campionati italiani
- 1 medaglia:
  - 1 bronzo (slalom speciale nel 2014)